# Liv Paulsen
Liv Paulsen (Liv Olaug Paulsen; * 29. November 1925 in Stavanger; † 3. November 2001 ebd.) war eine norwegische Kugelstoßerin und Sprinterin.
Bei den Leichtathletik-Europameisterschaften 1946 in Oslo wurde sie Achte im Kugelstoßen und schied über 100 m im Vorlauf aus.
1948 scheiterte sie bei den Olympischen Spielen in London über 100 m und im Kugelstoßen jeweils in der ersten Runde.
1947 wurde sie norwegische Meisterin im Kugelstoßen.

## Persönliche Bestleistungen
- 100 m: 12,4 s, 13. Juli 1947, Haugesund
- Kugelstoßen: 11,64 m, 12. Juli 1948, Oslo